# Splettstoesser Glacier
Splettstoesser Glacier – lodowiec w Ziemi Ellswortha w Antarktydzie Zachodniej.

## Nazwa
Nazwany na cześć Johna F. Splettstoessera, geologa badającego Góry Ellswortha w ramach ekspedycji Uniwersytetu Minnesoty w pierwszej połowie lat 60. XX wieku . 

## Geografia
Splettstoesser Glacier, o długości ok. 56 km, leży na Ziemi Ellswortha w Antarktydzie Zachodniej . Spływa z płaskowyżu położonego na południe od Founders Escarpment w Górach Ellswortha w kierunku południowo-wschodnim przez Heritage Range na południe od Founders Peaks i Anderson Massif, gdzie łączy się z lodowcem Minnesota Glacier . 